# Gorysze
Gorysze es un pueblo de Polonia, en Mazovia.  Según el censo de 2011, tiene una población de 141 habitantes.
Está ubicado en el municipio (gmina) de Ciechanów, perteneciente al distrito (powiat) de Ciechanów, aproximadamente a 8 km al noroeste de Ciechanów y a 83 km al noroeste de Varsovia. 
Entre 1975 y 1998 perteneció al voivodato de Ciechanów.